# Taeniophallus brevirostris
Taeniophallus brevirostris — вид змій родини полозових (Colubridae). Мешкає в Амазонії та на Гвіанському нагір'ї.

## Поширення і екологія
Taeniophallus brevirostris мешкають в Колумбії, Еквадорі, Перу, Бразилії, Суринамі і Французькій Гвіані, ймовірно також у Венесуелі і Гаяні. Вони живуть у вологих тропічних лісах, на висоті до 1500 м над рівнем моря. Живляться дрібними ящірками. Відкладають яйця.